# Trivialschule
Als Trivialschule wurde im Spätmittelalter und in der frühen Neuzeit eine Lateinschule  bezeichnet, die das Trivium unterrichtete im Gegensatz zur Universität, an der das Quadrivium und alle höheren Wissenschaften unterrichtet wurden.
Seit dem 17. Jahrhundert wurde der Ausdruck speziell für Schulen verwendet, die nur Elementarunterricht erteilen, sowohl für Schulen, die auf höhere Lateinschulen (Gymnasien) vorbereiteten, als auch für Bürger- oder Volksschulen. Dabei bedeutet „trivial“, auch im negativen Sinne, einfach oder elementar. Ein Trivialschüler ist ein Schüler, der nur eine einfache Schule besucht.
Im letzteren Sinne beschreibt die Oeconomische Encyclopädie von J. G. Krünitz eine Trivialschule so: „Schule (Trivial=), gemischte Land= und Bürgerschulen, wo Mädchen und Knaben zusammen unterrichtet werden. Es sind nur niedere Schulen, wo bloß der Elementar=Unterricht im Lesen, Schreiben und Rechnen, Religion etc. etc. ertheilt wird; … Bei uns, im Preußischen, hat man so viel, als möglich, in den niedern Schulen, besonders der Städte, der Sittlichkeit wegen, die Knaben und Mädchen zu trennen gesucht, auf dem Lande ist dieses nicht gut möglich, weil das Local oft beschränkt ist.“
Beispiele für Trivialschulen finden sich neben zahlreichen anderen Städten in Geseke, Siegburg, Sankt Andrä (Kärnten) und Hamm. In Schüttorf gab es im 16. Jahrhundert auch eine sogenannte Trivialschule, diese verstand sich allerdings als eine Bildungseinrichtung, welche auf das Universitätsstudium vorbereitete und nicht als eine einfache Landschule.
Unter Kaiserin Maria-Theresia wurde die Schulpflicht für sechs Jahre 1774 in den habsburgischen Landen eingeführt, für die Johann Ignaz Felbiger das Konzept erarbeitete. Wenn hier von Trivialschulen die Rede ist, sind Elementarschulen gemeint.